# Rudolf Stöger-Steiner von Steinstätten
Rudolf Freiherr Stöger-Steiner von Steinstätten (Pernegg an der Mur, 26. travnja 1861. – Graz, 12. svibnja 1921.) je bio austrougarski general i vojni zapovjednik. Tijekom Prvog svjetskog rata zapovijedao je 4. pješačkom divizijom i XV. korpusom na Istočnom i Talijanskom bojištu, te obnašao dužnost ministra rata. 

## Vojna karijera
Rudolf Stöger-Steiner je rođen kao Rudolf Stöger 26. travnja 1861. u Pernegg an der Muru. Stöger-Steinerov otac umro je kada je Stöger-Steiner bio mlad, tako da se njegova majka ponovno udala za Josepha Steinera potpukovnika u austrijskoj vojsci koji je znatno utjecao na Stöger-Steinerov razvoj. Stöger-Steinerov očuh je tako potaknuo njegovo pristupanje austrougarskoj vojsci 1878. organizirajući mu službu kao kadetu u 9. lovačkoj bojnoj u kojoj je i sam služio. Navedeno je spriječilo da Stöger-Steiner bude kao kao običan vojnik upućen u Bosnu kao ostali dragovoljci i kadeti. Umjesto toga, primljen je u kadetsku školu u Liebenau. Nakon uspješnog završetka iste, od studenog 1880. s činom poručnika služi u 9. lovačkoj bojnoj. Poslije završetka Vojne akademije u Beču, služi u stožerima 50. pješačke brigade, 8. brdske brigade i konačno 18. pješačke divizije. Tijekom služenja u stožeru 18. pješačke divizije u svibnju 1890. promaknut je u čin satnika.
Godine 1891. Stöger-Steiner je posvojen od strane svoga očuha Josepha Steinera nakon čega se počinje koristiti prezimenom Stöger-Steiner. Joseph Steiner je u međuvremenu dobio i plemićki naslov "von Steinstätten", dobivši pritom u listopadu 1892. i dopuštenje da plemićki naslov nose i njegovi potomci. Te iste 1892. Stöger-Steiner je u Grazu sklopio brak s Mariom Link s kojom je imao jednog sina koji je umro odmah nakon rođenja, te jednu kćer.
Nakon službe u stožeru 18. pješačke divizije, Stöger-Steiner služi u stožerima I. i VIII. korpusa i nakratko, kao zapovjednik satnije, u 9. lovačkoj bojnoj. Od 1896. služi kao predavač taktike na Vojnoj akademiji u Beču, gdje je u studenom 1899. unaprijeđen u čin bojnika. Od 1901. služi u povjerenstvu koje je procjenjivalo sposobnosti viših časnika, dok je u svibnju 1903. promaknut u čin pukovnika. U ožujku 1907. postaje zapovjednikom 74. pješačke pukovnije, da bi dvije godine poslije, u ožujku 1909., dobio zapovjedništvo nad 56. pješačkom brigadom smještenom u Görzu. U studenom 1909. unaprijeđen je u čin general bojnika, te u ožujku 1910. postaje zapovjednikom Vojne škole za strijelce u Brucku an der Leithi. U srpnju 1912. postaje zapovjednikom 4. pješačke divizije, da bi u studenom te iste godine bio unaprijeđen u čin podmaršala.

## Prvi svjetski rat
Na početku Prvog svjetskog rata 4. pješačka divizija kojom je zapovijedao Stöger-Steiner nalazila se u sastavu 4. armije kojom je zapovijedao Moritz von Auffenberg. Zapovijedajući 4. pješačkom divizijom Stöger-Steiner sudjeluje u Bitci kod Krasnika i Bitci kod Komarowa nakon čega se s divizijom povlači prema Tuckowu. U studenom 1914. 4. pješačka divizija je premještena u sastav 1. armije gdje sudjeluje u borbama oko Krakowa nakon čega je divizija pojačana, te nazvana Kombiniranom divizijom Stöger-Steiner. U svibnju 1915. Stöger-Steiner sudjeluje u ofenzivi Gorlice-Tarnow u kojoj njegova divizija prelazi Vislu i zauzima Anapol i Josefow.

Stöger-Steiner je u rujnu 1915. premješten na Talijansko bojište gdje postaje zapovjednikom XV. korpusa zamijenivši na tom mjestu Vincenza Foxa. Zapovijedajući XV. korpusom sudjeluje u osam bitaka na Soči za što je višestruko odlikovan. U međuvremenu je, u studenom 1915. promaknut u čin generala pješaštva.
U travnju 1917. Stöger-Steiner je od strane cara Karla I. imenovan ministrom rata zamijenivši na tom mjestu Alexandera von Krobatina. Stöger-Steiner je reorganizirao cijelo ministarstvo ukidajući i spajajući upravne odjele i stvarajući nove. U travnju 1918. uzdignut je u baruna, da bi 11. svibnja 1918. bio promaknut u čin general pukovnika.

## Poslije rata
Nakon završetka rata Stöger-Steiner je od strane austrijskih vlasti umirovljen s 1. prosincem 1918. godine. Pogoršana zdravstvenog stanja povukao se u Graz gdje je i preminuo 12. svibnja 1921. godine u 60. godini života,

## Vanjske poveznice
(eng.) Rudolf Stöger-Steiner von Steinstätten na stranici Firstworldwar.com

(eng.) Rudolf Stöger-Steiner von Steinstätten na stranici Austro-Hungarian-Army.co.uk

(eng.) Rudolf Stöger-Steiner von Steinstätten na stranici Oocities.org

(rus.) Rudolf Stöger-Steiner von Steinstätten na stranici Hrono.ru